# シットロト踊り
シットロト踊り（シットロトおどり）とは、旧暦の6月10日（古来鰹漁業の夏枯れにあたる期）に行われる高知県室戸市の踊り、祭り。また、室戸漁業協同組合の年中行事の一つとなっている。瀬祭・風流の一つで、1963年（昭和38年）7月5日に高知県保護無形民俗文化財に指定され（一覧を参照）、1974年（昭和49年）12月4日に国の記録作成等の措置を講ずべき無形の民俗文化財（選択無形民俗文化財）に選択された。

## 祭礼次第
魚の供養と豊漁祈願を願い朝4時半から夕方まで漁業関係者が、室戸市の元地区にある恵比寿神社等様々な地点を踊り始めとし、浮津地区、室津地区の神社・寺、浜辺など計28-30カ所を踊り巡る。
踊りは音頭1名、締太鼓打ち1名（もしくは2組4人1人）、鉦叩き1名、踊り子の総勢30名前後の構成で、音頭等を囲んで、「シットロト シットロト」「ヤー、シットロト」という唄に合わせて鉦、太鼓で調子をとって一定のリズムで10分から15分間程踊る。古くは四十八節にも渡る歌詞があったが、今は十四節のみを伝承しており、最初に「先づ急げ」の唄をうたい、最後に「引踊」で終わる。

## 祭礼衣装
衣装は特徴的な衣装だが、衣装は浴衣、菅笠、手甲、足袋に草鞋、日の丸の扇子を全員揃えて踊る。浴衣の裾には波頭の絵のほかに、前には鯛、後には鰹の絵が描かれている。菅笠には、「災いが去る」といった験を担ぎ、様々な色の「猿」の人形が縫い付けられている。この猿の人形だが古くは災いを避けるために、見物客が笠からちぎって取って行ったという伝えがある。現在は、この笠を被ると無病息災になるといわれており、休憩の時に見物客が笠を被らせてもらう時もある。また笠の縁には様々な色の紙総が垂れており、造花や自然の花で笠は飾られている。

## 歴史
発祥に関しては諸説ある。
1. 「奈良師」という集落の地蔵堂の庵主がある日の夜に海辺で涼をとっていると聞きなれない歌を歌いながら浜を歩く人がいて、庵主がその人のもとに駆け寄るとお坊さんで、快く庵主に歌と踊りを教え、その後シットロト踊りが生まれた。お坊さんの名を「三蔵」という話もあれば、庵主の名が「三蔵」であるなどこれにも諸説ある[1]。
2. 「奈良師」の浜で助けられた人魚が、お礼に踊りを披露し、不漁続きの時に漁師がその踊りを真似して踊ったところ豊漁になった[1]。
3. 「三蔵」という漁師が魚供養と豊漁を願い、躍り始めた[1]。

などあるがいずれにせよ300年以上前の江戸時代中期頃、一説には1679年（延宝7年）の室戸港開港時が由来であるとされている。
一時踊りの歴史は途絶えたが復興し今に至る。その復興は以下のようなものである。
1901年（明治34年）、1902年（明治35年）頃に鰹漁が次第に不振となり幾つか廃棄する船も出たが1913年（大正2年）から土佐礁の発見・石油発動機附漁船の登場にまた勃興するに至った。しかし朝早くに港を出て夜遅くに帰港するということで当時の町長・奥宮正治が荒天怒濤と闘いつつ仕事に励む漁業関係者に慰労を与えることにした。しかし盆踊りのような男女入り混じるものだと風紀が乱れると考え、結果的に古老を集め協議してシットロト踊りを復興することとなった。
令和となり感染症の世界的流行が起こり2020年（令和2年）はその影響で中止になったが、翌年まだコロナウイルス（COVID-19）が蔓延している最中開催された。2022年（令和4年）も開催されたが新型コロナウイルスの影響がまだあるため大幅にめぐる箇所を減らし17カ所で奉納した。そして2023年7月27日開催時にはついに4年ぶりの通常開催となった。

## 歌詞
歌詞は『土佐室戸浮津組捕鯨実録』による。踊り字は採用せず、旧字体を新字体に改めた。十二番の「帆掛け船/御掛合」の部分は分注の書式となっている。
一番
先づ急げ後から時雨が来る来る此の頃は御寺通ひよ尺八 見付けた見付けた取上げて吹いて見たればようなるヲ節ガ三ツアル四ツアル　
先づよいにとのごまつ星夜中に出る星々朝時にはなれ星とはわがまのたつ星々
二番
川なれど橋の下で布つく姫、姫の様なわれほど一目見るよりもフウフウ廻るよフウフウトントンしとろにあわしてふう廻る 
川なれど川のすそで布こく姫 右ニ同ジ 
川なれど橋の上で布乾す姫 右ニ同ジ 
川なれど沖のとなかの帆かけ船あれもヨイシヨヤレフウフウ廻るしとろにあわせてふう廻るヨーサツササツサ
三番
不動の神といせすみよしと結んでは鶯ととかれたいお若い衆何程のアイヤヨイヤ 
花や浅黄と花の中で結んでは橋ととかれたいお若い衆何程の
川や刀と川の中で結んでは太刀水ととかれたい庭のこゆけと結んではおもてにほれたととかれたい
四番
ほのぼのと明石が浦の朝霧に島かくれ行船ほしぞ思ふ 
我恋は細谷川の丸木橋ふみかへされてふみもどされて濡る我袖 
我恋は秋の上のもつれ髪誰取り上げて誰とき上る人もなし 
我恋は汐干に見ゆる沖の磯誰こそ知らね人こそ知らね乾く間もなし
五番
殿御は女郎屋で御酒盛尺八たもれと七使内はひしく日は暮れるやるまいよ殿に此の尺八を 
恋しや御殿太鼓打つ笛のねを聞けば聞けば此の空にうす紅葉 
町の宿はせまいいさぎを借るに借りかねたあたらはなむこにもうしゆんこときこしめせ 
山近かければ花を見花をさかなにヒンシヤン子に酌をとらそ 
我も十九おれも十九わくの糸よな是から先は頼も
六番
是の殿様に福の船を作らそお船踊りはヨー 
御船の下積に板金を積ましよや 右ニ同ジ
御船の上積にや小判千両積ましよや 右ニ同ジ
御船の帆柱には白金を立てましよ 右ニ同ジ  
御船の帆にや綾を千反かけましよ 右ニ同ジ
七番
十七八としのぼとすれば七重の門が閉ぞ辛さやシツトロシツトロシツトロシツトロ踊はシカ踊ろ 
七重の門が閉つともはたいたがあるぞ嬉しや 
我が君かれは所意せしようがままよあきたのかもの水はなれそや 
十七八とねてはよい酒になりてすませうや
八番
向の山を眺むれば五葉の松が三本ある、本には白藤はひかかる、上には鴨が巣を作る、今日は吉日うけにすむ
羽がゑは波にたとまれて、足はごみにとぢられて、朝日の出るのを待ちかねて、立ち居る姿の愛らしや
九番
此の御寺は如何なる大工が建てたやらむねは八棟ゆりの寺 
合の障子へしよく立ててこがねばしよばのはなのよな 
今年の稲は穂に穂がさいて七穂に米が八石ある 七穏に米が八石ある 七穏に米が八石あれば此の寺の御銭米は倉七ツ 倉の動子は誰れ誰れぞ一には鶯二に燕
十番
国の隠居は大量なる鐘を鋳るとは聞いたがまゐる導者の袖を引鐘をいさめて音を聞けば殿も在所も富貴繁昌となる 
沖の鷗に汐とへば私しや立つとり波にとへ 
沖の鷗が船漕けば足を櫓にしてがを楷（カヒ）に
十一番
西方伯母御の方から細布一反出て来た 
是れ此処で染も染よやかこもかこや型をば何と付よや 
天竺でお染申して肩には浮雲腰には有明裾には近江の湖海
十二番
おおちどのごしよねんごくならおがみまわしてあらみごとゑんの柱を六十六本塗立てて塗納め樽木端をばかねを逃してむねはゆあさのおのしぶき 
八むね造りの空見れば八幡導者や二社導者丹波のみすまに帆掛け船/御掛合
十三番
さて次の間を見れば諸国の士集りて弓矢の稽古をなされしておうどこうどのしらべをよろめでたいしよのかくごおいとまわる
十四番
今年の歳は日出度い歳ぢや浪花の寺の鐘を鋳る恋しき人は尋ね来んせ堺の浜の北の町（チヨ）へ 
兵庫のいの字は亀井のおじよずよ息子が刀のほに上手息子が刀の法に上手なればお方は綾の法に上手 
大工が墨をさらりと引けば其のかねやつほしてあら見事 
八十のいぼかすりうでの龍口見事に出来た此の鐘はおかねん踊りはヨウ